# Lianhua Jiao
Lianhua Jiao (chinesisch 莲花角 ‚Lotosspitze‘) ist eine Landspitze an der Ingrid-Christensen-Küste des ostantarktischen Prinzessin-Elisabeth-Lands. Sie bildet den nördlichen Ausläufer der Priddy Promontory und markiert die westliche Begrenzung der Einfahrt zur Barry Jones Bay.  
Chinesische Wissenschaftler benannten sie 1993 im Zuge von Vermessungs- und Kartierungsarbeiten.